# Mračaj (Chorwacja)
Mračaj – wieś w Chorwacji, w żupanii sisacko-moslawińskiej, w gminie Majur. W 2011 roku liczyła 42 mieszkańców.